# Helge Hjortdal
Helge Hjortdal (født 3. april 1927 i Thisted, død 28. maj 2017) var en dansk jurist, der var direktør for Folketinget 1990-1994.
Hjortdal var student fra Birkerød Statsskole og blev siden uddannet jurist. Han arbejdede fra 1954 til 1966 som ministersekretær for statsministrene H.C. Hansen, Viggo Kampmann og Jens Otto Krag.  Samtidig havde han titel af kontorchef i Statsministeriet.
Efter ansættelsen i Statsministeriet kom han i 1966 til Folketinget som bureauchef, hvilket på det tidspunkt var Folketingets øverste administrative chef. Med oprettelsen af direktørposten i Folketinget i 1990 tiltrådte han som den første af slagsen og fortsatte her til sin pensionering i 1994.
I 2000 udgav han erindringerne Tre røde konger - set fra sidelinjen om sin tid tæt på de tre statsministre.
Helge Hjortdal var kommandør af 1. grad af Dannebrogordenen, var kommandør af Frankrigs Nationale Fortjenstorden, kommandør I af Finlands Hvide Roses Orden og modtog desuden Fortjenstmedaljen i guld.
Han blev bisat fra Birkerød Kirke.